# ТЕС Хейл 2
27°27′47″ пн. ш. 41°44′30″ сх. д. / 27.46306° пн. ш. 41.74167° сх. д.
ТЕС Хейл 2 — теплова електростанція в центральній частині Саудівської Аравії.
В 1985-му на майданчику станції стали до ладу п’ять встановлених на роботу у відкритому циклі газових турбін Westinghouse потужністю від 69,4 МВт до 71,3 МВт.
В 2007-му ТЕС підсилили газовою турбіною General Electric з потужністю 54,9 МВт, яку перемістили з Наджрану.
Третя та четверта черги станції ввели в дію у 2011-му та 2012-му роках, при цьому вони все так же складались із встановлених на роботу у відкритому циклі газових турбін. Третя отримала дві турбіни Siemens потужністю 63,7 МВт та 64,1 МВт, тоді як на четвертій встановили чотири турбіни Siemens з показниками від 67 МВт до 67,2 МВт.
В 2017-му четверту чергу перетворили на парогазовий блок комбінованого циклу з показником у 424 МВт, для чого додали чотири котла-утилізатора та одну парову турбіну потужністю 156 МВт.
Таким чином, загальна потужність ТЕС досягнула 958 МВт.
Як паливо станція використовує нафтопродукти. 
Видача продукції відбувається по ЛЕП, що працює під напругою 380 кВ.